# Tiroteo de Standard Gravure
El tiroteo de Standard Gravure ocurrió el 14 de septiembre de 1989 en Louisville, Kentucky, Estados Unidos cuando Joseph T. Wesbecker, un prensador de 47 años, mató a ocho personas e hirió a doce en su antiguo lugar de trabajo, Standard Gravure, antes de suicidarse. El tiroteo es el tiroteo masivo más mortífero en la historia de Kentucky. Los asesinatos resultaron en una demanda de alto perfil contra Eli Lilly and Company, fabricantes del fármaco antidepresivo Prozac, que Wesbecker había comenzado a tomar durante el mes anterior a su tiroteo.

## Trasfondo
Standard Gravure fue una destacada imprenta fundada en 1922 por Barry Bingham Sr.. Una reducción de los ingresos condujo a la congelación de los salarios de los empleados en 1982, y en 1986 la familia Bingham vendió la empresa. Los clientes de Standard Gravure eran minoristas, muchos de los cuales estaban en proceso de cerrar y, al mismo tiempo, había una escasez de papel en el mercado.

## Tiroteo
El 14 de septiembre de 1989, Wesbecker, apodado «Rocky» por sus colegas, estacionó su auto frente a la entrada principal de Standard Gravure e ingresó a la planta a las 8:38. a. m., llevando un Polytech AK-47S (un derivado semiautomático del AK-47 fabricado en China), una pistola SIG Sauer P226 de 9 mm y una bolsa de lona que contenía dos MAC-11, un revólver de punta chata Smith & Wesson Model 12 Airweight calibre .38, una bayoneta y varios cientos de rondas de municiones.
Tomó el ascensor hasta el área de recepción ejecutiva en el tercer piso y, tan pronto como se abrieron las puertas, disparó contra las recepcionistas Sharon Needy, a quien mató, y Angela Bowman, a quien dejó paralítica con un tiro en la espalda. Mientras buscaba al presidente de Standard Gravure, Michael Shea, y a otros supervisores y gerentes de la planta, Wesbecker caminó tranquilamente por los pasillos, disparando deliberadamente a la gente. Mató a James Husband e hirió a Forrest Conrad, Paula Warman y John Stein, un supervisor de encuadernación, a quien disparó en la cabeza y el abdomen. Wesbecker luego bajó las escaleras hacia la sala de prensa, donde mató a Paul Sallee e hirió a Stanley Hatfield y David Sadenfaden, dos electricistas de Marine Electric que estaban trabajando en una máquina descompuesta.
Dejando su bolsa de lona debajo de una escalera, Wesbecker bajó al sótano, donde se encontró con el prensador John Tingle, quien, alertado por los fuertes ruidos, fue a ver qué estaba pasando. Tingle saludó a su colega y le preguntó qué estaba pasando. Wesbecker respondió: «Hola John... Les dije que volvería. Aléjate de mí». Después de que Tingle se apartó de su camino, Wesbecker continuó su camino a través del sótano, disparando a Richard Barger por la espalda y matándolo. Según testigos, Wesbecker se acercó al cuerpo de Barger y se disculpó; aparentemente lo mató accidentalmente, ya que no podía ver a quién le estaba disparando.
De vuelta en el piso de la sala de prensa, disparó a cualquiera que se interpusiera en su camino, matando a James Wible y Lloyd White, luego finalmente entró en la sala de descanso, donde vació su cargador, hiriendo a los siete trabajadores presentes y matando a William Ganote con un tiro en la cabeza. Wesbecker luego recargó y reanudó el fuego, hiriendo fatalmente a Kenneth Fentress.
Wesbecker enconces regresó a la sala de prensa, donde sacó su SIG Sauer, se la puso debajo de la barbilla y se pegó un tiro, poniendo fin a una ola de disparos que había durado alrededor de media hora. Había disparado unos 40 tiros.

## Víctimas
Ocho personas murieron en el ataque y doce resultaron heridas. Una persona había sufrido un infarto.
- Richard O. Barger, 54
- Kenneth Fentress, 45
- William Ganote, 46
- James G. Husband, 47
- Sharon L. L. Needy, 49
- Paul Sallee, 59
- Lloyd White, 42
- James F. Wible Sr., 56

## Investigación
Cuando la policía registró la casa de Wesbecker, encontraron una escopeta, un revólver Colt de 9 milímetros, un revólver .32 y una pistola de arranque. Ellos además encontraron el testamento de Wesbecker, así como una edición de la revista Time, en la mesa de la cocina. La revista presentaba un artículo sobre Patrick Purdy, quien había matado a cinco niños e hirió a otros 32 con un fusil de asalto Tipo 56 (esencialmente la misma arma que usó Wesbecker) en una escuela en Stockton, California a principios de ese año.

## Perpetrador
Joseph Thomas Wesbecker (27 de abril de 1942-14 de septiembre de 1989) fue identificado como el tirador. Cuando tenía 13 meses, su padre, un trabajador de la construcción, murió en una caída. Después de la muerte de su padre, fue criado como hijo único por su madre Martha, que en ese momento solo tenía 16 años, y su familia, aunque a menudo lo pasaban de un lugar a otro durante su primera infancia, y en un momento depositado en un orfanato durante casi un año. Su abuelo, a quien se sentía muy unido, murió cuando él tenía cuatro años.
Como Wesbecker era un estudiante pobre, abandonó la escuela secundaria en el noveno grado, pero luego logró obtener su GED. En 1960 empezó a trabajar como prensador en una imprenta y se casó un año después. Con su esposa tuvo dos hijos, James y Joseph. En 1971, comenzó a trabajar en Standard Gravure, donde pronto se ganó la reputación de ser un trabajador determinado, trabajador, leal y confiable.
El año 1978 marcó el comienzo de la pendiente descendente de la vida de Wesbecker. Su matrimonio terminó en divorcio y se produjo una amarga batalla por la custodia y manutención de sus dos hijos. También fue el año en que él mismo ingresó por primera vez a un hospital para buscar tratamiento psiquiátrico. En 1983, Wesbecker se volvió a casar; El segundo matrimonio de Wesbecker también terminó en divorcio después de un año. Como consecuencia, se volvió cada vez más solitario y suicida, separado de la mayoría de los miembros de su familia y vivió una vida en general solitaria, en cuyo centro permaneció su trabajo.
Después de la venta de Standard Gravure y el posterior cambio de dirección en 1986, se asignó a Wesbecker a una plegadora mecánica. Pronto se quejó del estrés y la presión indebida y pidió que lo volvieran a colocar en su antiguo trabajo. Su solicitud fue rechazada y se volvió cada vez más hostil contra la nueva gerencia, afirmó que habían conspiraciones destinadas a hostigarlo y comenzó a quejarse de los cambios de política en la empresa. Comenzó a quejarse de que la exposición al tolueno en el trabajo le causaba pérdida de memoria, mareos y «apagones».
La hostilidad culminó en mayo de 1987, cuando Wesbecker presentó una denuncia ante la Comisión de Relaciones Humanas del Condado de Jefferson, alegando que estaba siendo acosado y discriminado por su estado psicológico y que lo sometían deliberadamente a condiciones estresantes. Un examen posterior confirmó que Wesbecker sufría de depresión y depresión maníaca, lo que corrobora su afirmación de enfermedad mental. Le recetaron Prozac.
En agosto de 1988, Wesbecker dejó de trabajar y finalmente recibió una licencia por discapacidad a largo plazo en febrero de 1989, aunque también hubo un acuerdo para volver a contratarlo tan pronto como se recuperara lo suficiente. Entre agosto de 1988 y mayo de 1989, Wesbecker compró varias armas, entre ellas el AK-47 y la pistola que luego usó en el tiroteo. Poco antes del tiroteo en Standard Gravure, donde apareció por última vez el 13 de septiembre, Wesbecker supuestamente recibió una carta de la compañía, anunciando la cancelación de su ingreso por discapacidad.

### Historia psiquiátrica
Wesbecker tenía una larga historia de enfermedades psiquiátricas y fue tratado en hospitales por lo menos tres veces entre 1978 y 1987. Se le diagnosticó que sufría de episodios alternos de depresión profunda y depresión maníaca; estaba acosado, entre otros, por confusión, ira y ansiedad e hizo varios intentos de suicidio. Los registros del hospital también sugirieron que Wesbecker representaba una amenaza para sí mismo y para los demás.
Según 60 Minutes de CBS, «En 1984, cinco años antes de que tomara Prozac, los registros médicos de Wesbecker muestran que tuvo esta conversación con un médico. ¿Alguna vez ha sentido ganas de hacerle daño a otra persona? 'Sí', dijo Wesbecker. ¿Quién? 'Mi capataz.' ¿Cuándo? 'En el trabajo'. Los mismos registros médicos muestran que Wesbecker ya había intentado suicidarse entre 12 y 15 veces».
En los años previos al tiroteo, Wesbecker amenazó más de una vez con «matar a un grupo de personas» o con hacer estallar una bomba en Standard Gravure y en un momento consideró contratar a un asesino para matar a varios ejecutivos de la empresa. Aparentemente incluso discutió estas cosas con su esposa antes de divorciarse. Cuando dejó Standard Gravure en agosto de 1988, les dijo a otros trabajadores que regresaría, «limpiaría» el lugar y se vengaría de la compañía y poco antes del tiroteo le dijo a una de sus tías que estaba molesto por las cosas en el trabajo y le dijo que «pagarían», pero como él decía estas cosas todo el tiempo, ella no se tomó la amenaza demasiado en serio.
Uno de los empleados de Standard Gravure dijo después del tiroteo: «Este tipo ha estado hablando de esto durante un año. Ha estado hablando de armas y de la revista Soldier of Fortune. Estaba paranoico y pensó que todos lo perseguían». Se encontró que tres días antes del tiroteo, el 11 de septiembre, en sus notas el psiquiatra de Wesbecker escribió «¿Prozac?».
Wesbecker está enterrado en el cementerio Cave Hill de Louisville.

## Demanda judicial
En agosto de 1989, menos de un mes antes del tiroteo, Wesbecker había comenzado a tomar Prozac. Los heridos y las familias de los muertos presentaron una demanda contra el fabricante del fármaco, Eli Lilly and Company, alegando que el uso de Prozac por parte de Wesbecker contribuyó a sus acciones. El caso fue a juicio con jurado. A mitad del juicio, el testimonio de la defensa abrió una puerta que habría permitido a los demandantes dar a conocer al jurado la condena de Lilly en 1985 por no informar a la Administración de Alimentos y Medicamentos sobre las reacciones adversas a Oraflex, otro medicamento de Lilly. Luego, los demandantes y Lilly negociaron un acuerdo, que ocultaron al juez de primera instancia, John W. Potter. El juicio continuó y los demandantes nunca introdujeron el precedente de la conducta de Lilly con respecto a Oraflex. El jurado decidió a favor de Lilly, y cuando los demandantes no apelaron, el juez Potter sospechó y descubrió el acuerdo oculto. Con la autorización unánime de la Corte Suprema de Kentucky, logró enmendar el expediente judicial para demostrar que el caso se resolvió mediante un acuerdo en lugar de un veredicto del jurado.